# 327977 Skarga
327977 Skarga è un asteroide della fascia principale. Scoperto nel 2007, presenta un'orbita caratterizzata da un semiasse maggiore pari a 2,706005 UA e da un'eccentricità di 0,042800, inclinata di 6,490942° rispetto all'eclittica. Ha un diametro di 3,103 km e un'albedo di 0,067.
È dedicato a Piotr Skarga, teologo polacco.